# Teatre imatge
El teatre imatge o teatre de la imatge és una de les modalitats de teatre social que es caracteritza per l'absència de paraules en la cerca de visibilitat i possibles solucions a conflictes socials i interpersonals, fent participar el públic de manera activa a la peça teatral.
Inicialment va ser batejat com a teatre estàtua i en incorporar tècniques més dinàmiques va passar a dir-se "teatre imatge". Stanislavski treballava amb el "gest psicològic", Meyerhold amb la "posició pausa", Chancerel amb el "joc del'esculptor" i Boal amb el "teatre imatge".
Els participants construeixen amb el seu cos quadres estàtics sobre el tema plantejat, ajudant-se amb moviments i accions físiques. Per exemple, un participant pot posar els actors com si fossin estàtues que representen el conflicte, després poden actuar per a resoldre el conflicte o segons com es voldria que succeís segons les propostes del públic i un o més actors pot ser modificat en la seva postura o substituït per un altre participant. El simbolisme permet tractar temes que costa posar en paraules, donat que estimula directament l'imaginari i la irracionalitat. La interpretació depèn de la subjectivitat pròpia de cadascú i en posar-les en comú som conscients que cada persona veu coses diferents.